# Bank
En bank er en finansiel virksomhed. I daglig tale bruges udtrykket primært om forretningsbanker, der modtager midler (indskud eller indlån) fra personer og virksomheder til formidling (transaktioner), opbevaring og evt. forrentning samt skaber indlån (penge) til udlåning. Banker placerer ofte også en del af deres kapital i værdipapirer.
Banker adskiller sig traditionelt fra andre institutioner, der er mellemled mellem kreditgivere og kreditsøgende (som kreditforeninger og i tidligere tider sparekasser), bl.a. ved at kunne skabe indlån (penge) samt ved at beskæftige sig med den kortvarige kredit, dvs. at de især modtager midler, der med kort varsel kan tages tilbage (anfordringsindskud).
Udover forretningsbanker findes også centralbanker, der bl.a. forestår udstedelsen af kontanter, har hovedansvaret for valuta- og pengepolitikken i et land eller valutaområde og ofte også et ansvar for den finansielle stabilitet i det pågældende område. Især i udlandet skelnes også mellem forretningsbanker (der har privatpersoner som kunder og modtager indlån herfra) og investeringsbanker, der kun servicerer større virksomheder og primært beskæftiger sig med værdipapirhandel og finansiel rådgivning.
I Danmark er det mest almindeligt at størstedelen af it-virksomheden i en bank drives af en bankcentral.

## Almindelige bankforretninger
De traditionelle bankforretninger falder i tre afdelinger: Skabelsen af indlån (penge) til forrentning (udlån), modtagelsen af midler (indlån) til opbevaring eller - indtil 2016 - forrentning og endelig anvendelsen af bankens kapital (placering i værdipapirer).
Foruden disse forretninger, der påvirker og udnytter bankens balance, udfører banker typisk en række transaktionsforretninger, dvs. forretninger, hvor penge, værdipapirer eller andre aktiver skifter ejer uden – eller ved kun ganske kortvarigt – at være i bankens eje, og hvor banken ikke tjener rente eller udbytte, men et transaktionsgebyr.
En række forretninger anvender ikke direkte bankens balance. Det gælder aftaler om fremtidig udveksling af betalinger (såkaldte swaps), fremtidige køb og salg (terminskontrakter) og andre finansielle kontrakter. Sådanne forretninger udgør nominelt ofte meget store beløb.
Endelig udfører banker typisk også en række rådgivningsopgaver, som der tages selvstændig betaling for, og der modtages provisioner for formidling af andre virksomheders ydelser, fx ejendomssalg, forsikring og realkredit.

## Offentlig regulering af bankvirksomhed
I den regulering på bankområdet, som er fælles for EU, behandles banker på linje med andre kreditinstitutter som sparekasser og realkreditinstitutter. Siden en lovrevision i 1975 har forskellen på bankers og sparekassers virksomhed været beskeden, og efter en ny lovgivning i 1988 omdannede en række sparekasser sig til aktieselskaber og dermed til banker. Der er altså i dag ikke udover ejerformen nogen forskel mellem danske sparekasser og banker, som i Lov om finansiel virksomhed samlet betegnes pengeinstitutter. Banker skal i Danmark være organiseret som aktieselskaber.

## Bankernes ældre historie
Der blev foretaget bankforretninger allerede i oldtiden, men et bankvæsen i moderne forstand anses normalt for at være opstået i renæssancens Italien. I Genova blev der i 1407 oprettet en offentlig bank. Hovedformålet med periodens bankvirksomhed var dels at opbevare formuer for kunderne sikkert, dels at formidle sikre pengeoverførsler (såkaldte gireringer, af det italienske ord giro: omløb, kredsløb) mellem handlende over store afstande. Det skete i form af veksler i stedet for guld og sølv, fordi det sparede omkostninger til transport og formindskede risikoen for såvel tyveri som værdisvingninger i metallet. Efterhånden opstod sådanne banker også andre steder i Europa. I 1700-tallet var de mest effektive eksempler de såkaldte girobanker i Amsterdam og Hamburg. Indlånene i disse girobanker måtte dog, i hvert fald i princippet, ikke danne grundlag for udlån. I stedet tog bankerne sig betalt ved at opkræve indlåns- og gireringsgebyrer. Udlånsvirksomhed, eksempelvis til fyrstehusene, foregik i denne periode især gennem pantelånere og købmandshuse. De tyske Fuggere fra Augsburg var et prominent eksempel herpå.
I 1600-tallet begyndte engelske guldsmede at udstede pengesedler, og i samme århundrede blev de første egentlige seddeludstedende banker oprettet, blandt andet påvirket af merkantilismens økonomiske ideer, der ønskede at fremme økonomisk vækst og pegede på, at den kunne blive stimuleret af bedre udlåns- og dermed kreditmuligheder. Verdens første seddeludstedende bank var den svenske Palmstrucks Bank, der blev grundlagt i 1656 og begyndte at udstede sedler i 1661. I 1668 blev den omdannet til Rikets Ständers Bank, den nuværende Sveriges Riksbank, der dermed også regnes for verdens ældste centralbank. De ligeledes seddeludstedende Bank of England fulgte i 1694 og Bank of Scotland i 1695. I 1700-tallet blev tilsvarende institutioner oprettet i mange andre europæiske lande, således Kurantbanken i Danmark.
Under Napoleonskrigene medførte finansiering af militærudgifter via seddelpressen høj inflation mange steder i Europa, hvilket i 1800-tallet førte til en strammere regulering af seddeludstedelsen. Den blev således centraliseret, så der i de fleste lande fremover kun var én seddeludstedende bank. Deres forretninger med private ophørte derpå gradvis, og den moderne centralbank opstod. I stedet opstod dels sparebanker som eksempelvis de danske sparekasser, der modtog langfristede indlån fra private opsparere, og dels forretningsbanker, hvis forretningsmodel bygger på kortfristede udlån til virksomheder og privatpersoner, baseret på egenkapital og indskud fra de samme befolkningsgrupper; altså grundlæggende den bankvirksomhed, der stadig gælder i vore dage. Disse nye forretningsbanker var typisk aktieselskaber, der var specialiseret i denne form for virksomhed.
Efterhånden opstod særlige former for forretningsbanker, der specialiserede sig i visse typer forretninger, som eksempelvis de franske crédit mobiliers, der især ydede langfristede lån til industrien. De opstod ikke mindst i Frankrig og Tyskland (Gründerbanker).
I 1900-tallet er bankvæsenet i de fleste lande blevet koncentreret på få, men meget store banker.

## Bankernes historie i Danmark
Den første danske bank var Kurantbanken (Den Københavnske Assignations-, Veksel- og Laanebank), der blev stiftet 5. december 1736. Blandt aktionærerne var hovedaktionæren Jean Henri Desmercières og Ludvig Holberg, der havde en enkelt aktie i foretagendet. Banken var berettiget til at udstede papirpenge, som de offentlige kasser var forpligtede til at modtage. Banken blev senere nationaliseret (i 1773), og i 1813 blev den lukket som følge af statsbankerotten samme år. Fem år senere opstod den nye og fortsat eksisterende danske centralbank Danmarks Nationalbank.
På Fyn blev der etableret en privat bank i 1846, da Fyens Disconto Kasse blev stiftet af en kreds af Odense-købmænd anført af Lorentz Bierfreund. Privatbanken blev oprettet i 1857 i København med grossereren C.F. Tietgen som direktør i en 40-årig periode og fik stor betydning for udviklingen af det danske kreditvæsen. I 1870'erne voksede antallet af danske banker hurtigt, bl.a. med grundlæggelsen af Den Danske Landmandsbank i 1871 og Kjøbenhavns Handelsbank i 1873. Sammen med Privatbanken blev disse to banker dominerende i dansk bankvæsen frem til 1990'erne, hvor der skete en række sammenlægninger til nye storbanker. Privatbanken fusionerede i 1990 med Sparekassen SDS og Andelsbanken under det nye navn Unibank, der atter i 2000 indgik i en skandinavisk fusion, der resulterede i Nordea. De to øvrige banker fusionerede efter flere navneskift igennem historien til Den Danske Bank i 1990, som i dag blot hedder Danske Bank og er Danmarks største pengeinstitut.
I 2018 var der i alt 69 pengeinstitutter tilbage i Danmark. Hertil kommer 4 pengeinstitutter på Færøerne. Desuden har 27 udenlandske banker filialer i Danmark.